# Conor McPherson
Pour les articles homonymes, voir McPherson.
Conor McPherson est un acteur, scénariste et réalisateur irlandais, né le 6 août 1971 à Dublin.

## Biographie
Conor McPherson étudia au University College de Dublin. Il écrit et dirige des œuvres théâtrales et est cofondateur de la troupe Fly by Night Theatre Company.
Rum and Vodka (1992), The Good Thief (1994), qui ont remporté le prix Stewart Parker et This Lime Tree Bower (1995) qui remporta le prix Thames TV Award et le Guinness/National Theatre Ingenuity Award, font partie des pièces écrites par McPherson.
En 1996, il devient auteur au Bush Theatre de Londres.
En 1999, il est l'un des lauréats du V Prix Europe réalités théâtrales décerné au Royal Court Theatre (avec Sarah Kane, Mark Ravenhill, Jez Butterworth, Martin McDonagh).

## Filmographie

### En tant qu'acteur
- 1997 : Irish Crime de Paddy Breathnach
- 2002 : Fergus's Wedding : Dermot Série TV - épisode 1 saison 1
- 2004 : Inside I'm Dancing de Damien O'Donnell

### En tant que réalisateur
- 2000 : Endgame (téléfilm)
- 2000 : Saltwater
- 2003 : The Actors
- 2009 : The Eclipse
- 2025 : Girl From North Country

### En tant que scénariste
- 1997 : Irish Crime de Paddy Breathnach
- 2000 : Saltwater de Conor McPherson
- 2003 : The Actors de Conor McPherson
- 2020 : Artemis Fowl de Kenneth Branagh